# 青瑣高議
《青瑣高議》，北宋文言小说集。有前集、後集和別集。劉斧編撰。
青琐是指皇宮門窗的花紋雕刻為青色塗飾，或指豪門世胄。《青瑣高議》現存前集十卷，從集十卷，別集七卷，共計148篇，這些作品有署名僅十三篇，大多數作者名不见经传。內容多描寫男女情愛，也有神鬼妖狐的戀情，後集卷三《小蓮記》中小蓮即是狐女；《青瑣高議》是宋代志怪、論議、紀傳等綜合體小說。成就较高有《遠煙記》、《谭意歌》、《温琬》、《书仙传》、《李云娘》等传奇类作品。每篇文題之下，皆用七字標目，如“張乖崖明斷分財”、“別傳敘飛燕本末”之類，魯迅認為“甚類元人劇本結末之‘題目’與‘正名’，因疑汴京說話標題，體裁或亦如是，習俗浸潤，乃及文章”。本书所辑除文言小说外，还有一些诗歌、散文等。孫沔知杭州時，為《青瑣高議》作序。王士禛稱此书是“《剪灯新话》之前茅”。今存明抄本、明萬曆間張夢錫刊本。近人程毅中據《類説》、《綠窗新語》等輯得《〈青瑣高議〉補遺》。